# روكيتمان
روكيتمان أو رجل الصاروخ (بالإنجليزية: Rocketman)‏ هو فيلم سيرة ذاتية عن حياة المغني الإنجليزي إلتون جون. من إخراج ديكستر فليتشر وكتابة لي هال٬ ومن بطولة تارون إيجرتون بدور إلتون جون٬ وجيمي بيل بدور بيرني توبين٬ وريتشارد مادن بدور جون ريد٬ وبرايس دالاس هوارد بدور شيلا إيلين.
إبتدأ العرض الأول لروكيتمان في 16 ماي 2019 في مهرجان كان السينمائي٬ وفي 22 ماي 2019 تم إصداره سينمائياً في المملكة المتحدة وأخيراً في الولايات المتحدة في 31 ماي 2019. حقق الفيلم إيرادات عالية في شباك التذاكر تقدر ب195 مليون دولار ضد ميزانية تقدر ب40 مليون دولار فقط٬ كما حصل على إنتقادات إيجابية عالية من النقاد مع مدح كبير لإتقان إيجرتون للدور٬ تصميم الأزياء٬ والموسيقى.

## القصة
يدخل إلتون جون إلى جلسة لإعادة تأهيل مدمني المخدرات مرتدياً زي شيطان متوهج٬ ويحكي حياته في إستحضار لماضيه.
يترعرع الفتى ريجينالد دوايت في بريطانيا خلال الخمسينات ويتربى من قبل والدته الغير حنونة شيلا وجدته المحبة له آيفي. ريجينالد مهتم بالموسيقى ويأمل أن يؤدي أمام والده ستانلي٬ الذي لا يعير أي إهتمام إتجاه إبنه ولا موهبته.
يبدأ ريجينالد في أخذ دروس للبيانو ويشق طريقه إلى الأكاديمية الملكية للموسيقى. ستانلي يهجر عائلته بعد خيانة شيلا له مع رجل يدعى فريد. يطور ريجينالد إهتماماً بموسيقى الروك ويبدأ بتقديم عروض موسيقية في حانات محلية. كشخص بالغ، ينضم ريجينالد إلى فرقة بلوسولوجي٬ التي تم توظيفها كدعم لجولات فرق السول الأمريكية ذي آيلي براذرز ولابيل. يوصي المغني الرئيسي لآيلي براذرز ريجينالد بأنه يجب عليه كتابة أغاني وترك حياته السابقة خلفه إن أراد أن يصبح فناناً مشهوراً. يلهم هذا ريجينالد بأن يغير إسمه إلى إلتون جون٬ إلتون هو اسم عازف الساكسفون لبلوسولوجي إلتون دين وجون مأخوذ من مغني البيتلز جون لينون.
يبدأ إلتون في كتابة الموسيقى ويحاول إيجاد النجاح مع شركة تسجيلات ديك جايمس دي جي أم ريكوردز تحت إدارة راي ويليامز. يقدم ويليامز إلتون لكاتب الأغاني بيرني توبين؛ فيشكلان صداقة معاً وينتقلان إلى شقة للعمل على أغانيهما. عندما يعترف إلتون بأنه مثلي الجنس٬ ينهي علاقته الرومنسية بمالكة الشقة آرابيلا ويتم طرده هو وبيرني.
ينتقل كلاهما للعيش مع جدة إلتون، والدته٬ وعشيقها٬ حيث يكملان كتابة وخلق أغنية يور سونغ. ينظم جايمس أداءاً فنياً لهما في نادي تروبادور الليلي في لوس أنجلوس. إلتون متوتر قبل بدايته في التروبادور٬ لكن الجمهور أحب آداءه بشكل كبير. إلتون مستمتع كثيراً بنجاحه، لكنه يشعر بالوحدة عندما يتركه بيرني أثناء حفلة ليمضي وقتاً مع امرأة. يتقرب مدير الأعمال الموسيقي جون ريد من إلتون ويُظْهِرُ إنجذاباً له٬ فيمارسان الجنس معاً ويجتمعان لاحقاً.
يطلق تأثير ريد على إلتون دوامة من حياة فاسدة وإباحية حتى وأن بلغت مسيرته الفنية آفاقاً جديدة. يطور إلتون شخصية متوهجة وحماسية على المسرح ويصبح واحداً من أنجح الفنانين في السبعينات. يرتفع تلاعب ريد بشكل ملحوظ إلى إساءة صريحة بعد أن أصبح مدير أعمال إلتون. يصر ريد على إلتون أن يكشف لوالديه على أنه مثلي الجنس٬ لذا يعيد إلتون التواصل مع والده٬ الذي لديه عائلة جديدة ولا يزال لا يعير أي إهتمام إتجاه إبنه. أصبح إلتون محطم القلب ويتصل بوالدته لإخبارها بأنه مثلي الجنس٬ فتُعْلِمُهُ بأنها تدرك ذلك مسبقاً، وبأنه لن يتم حبه أبداً. بسبب معاناته بالمشاكل الأبوية والإساءة العاطفية والجسدية من طرف ريد، صار إلتون مدمناً على الكحول٬ الكوكايين٬ المرجوانا٬ التسوق٬ وممارسة الجنس للهرب من الألم والوحدة٬ لكن مزاجه المتقلب وإنفعاله السريع يبعد عنه أصدقائه.
يمسك إلتون ريد وهو يخونه مع رجل آخر وينهي علاقته معه٬ وأثناء حفلة في منزله، بدأ يتعاطى لكميات مهولة من المخدرات والكحول ويحاول الإنتحار عن طريق القفز داخل مسبحه. يتم أخذه إلى المستشفى٬ ثم إلى المسرح لتأدية عرض في مركب دودجر.
ينزل إلتون أكثر إلى حياة من المخدرات والكحول والوحدة. وكان متزوجاً لفترة وجيزة من صديقته ريناته، لكن مثليته الجنسية دمرت علاقتهما٬ كما ساءت علاقته مع والدته وبيرني أيضاً. تسبب إعتماد إلتون على الأدوية الموصوفة والكحول في نوبة قلبية. مدركاً أن حياته خرجت عن السيطرة٬ يبحث إلتون عن المساعدة عن طريق دخوله لمركز إعادة تأهيل المدمنين ويدرك أنه لم يعد في حاجة للدعم من والديه أو من ريد. حَسّنَ إلتون علاقته مع بيرني٬ الذي جلب له كلمات غنائية جديدة. يقلق إلتون على أنه لن يستطيع التأدية أو التلحين بدون المخدرات والكحول٬ لكنه يكتب أغنية لا أزال صامداً ويعود إلى مسيرة فنية ناجحة.
توضح خاتمة الفيلم أن إلتون ظل رزيناً لأكثر من 28 سنة٬ لكن «لا تزال لديه مشاكل مع التسوق». بقي صديقاً مقرباً من بيرني وهو الآن متزوج من ديفيد فورنيش٬ الذي لديه معه إبنان٬ وهو أخيراً تم حبه بشكل لائق.

## طاقم التمثيل
- تارون إيجرتون بدور ريجينالد دوايت/إلتون جون.
- جيمي بيل بدور بيرني توبين، صديق إلتون وشريكه في كتابة الأغاني.
- ريتشارد مادن بدور جون ريد، عشيق إلتون ومدير أعماله.
- جيما جونز بدور آيفي٬ جدة إلتون من والدته.
- برايس دالاس هوارد بدور شيلا إيلين، والدة إلتون.
- ستيفن غراهام بدور ديك جايمس، مالك شركة تسجيلات دي جي أم ريكوردز.
- ستيفن ماكينتوش بدور ستانلي دوايت، والد إلتون.
- تشارلي رو بدور راي ويليامز٬ مدير شركة تسجيلات دي جي أم ريكوردز.
- توم بينيت بدور فريد، عشيق شيلا.
- أوفيليا لوفيبوند بدور آرابيلا، عشيقة إلتون السابقة ومؤجرة شقته هو وبيرني.
- سيليند سكوينميكر بدور ريناته٬ صديقة إلتون ولاحقاً زوجته.

## وصلات خارجية
- روكيتمان على موقع IMDb (الإنجليزية)
- روكيتمان على موقع ميتاكريتيك (الإنجليزية)
- روكيتمان على موقع روتن توميتوز (الإنجليزية)
- روكيتمان على موقع نتفليكس (الإنجليزية)
- روكيتمان على موقع ألو سيني (الفرنسية)
- روكيتمان على موقع بوكس أوفيس موجو (الإنجليزية)
- روكيتمان على موقع فيلمافينيتي (الإسبانية)
- روكيتمان على موقع قاعدة بيانات الفيلم (الإنجليزية)
- روكيتمان على موقع ليتربوكسد (الإنجليزية)
- روكيتمان على موقع كينوبويسك (الروسية)